# Rettungswagen
Ein Rettungswagen (RTW), auch Ambulanz, ist ein Fahrzeug des Rettungsdienstes für die Notfallrettung. Entsprechend der personellen Besatzung und medizinisch-technischen Ausstattung sind Rettungswagen für die Versorgung, Überwachung und den Transport von Notfallpatienten ausgelegt. Notfallpatienten sind der Definition nach Patienten mit einer bereits bestehenden, zu erwartenden oder nicht auszuschließenden Lebensgefahr. Umgangssprachliche, aber unpräzise Bezeichnungen sind die Abkürzungen Sanka oder Sankra für Sanitätskraftwagen.
Vom RTW zu unterscheiden sind der Krankentransportwagen (KTW), der für den notfallmedizinisch in der Regel nicht eilbedürftigen Krankentransport eingesetzt wird, ein Notarzteinsatzfahrzeug (NEF), das im Gegensatz zum Rettungswagen zum Transport des Notarztes dient, nicht zu verwechseln mit dem Notarztwagen (NAW), der ein Rettungswagen ist, zusätzlich besetzt mit einem Notarzt, sowie ein Intensivtransportwagen (ITW), der hauptsächlich zur Verlegung von Patienten mit kritischem Gesundheitsstatus in ein anderes Krankenhaus gedacht ist.
In Österreich sind Notfallkrankentransportwagen (NKTW) weit verbreitet, die sowohl in der Notfallrettung als auch im Krankentransport eingesetzt werden. Sie entsprechen meist der DIN EN 1789 Typ B (Emergency Ambulance) und sind daher nicht so umfangreich für den Notfalleinsatz ausgerüstet wie ein RTW (DIN EN 1789 Typ C: Mobile Intensive Care Unit).
In Deutschland werden ebenfalls Notfallkrankenwagen eingesetzt, die am ehesten einem RTW mit Zusatzausstattung für den Krankentransport und dabei meist geringeren Innenmaßen entsprechen. Da diese Fahrzeuge im Mehrzweckfahrzeugsystem eingesetzt werden, werden sie oft einfach auch als Mehrzweckfahrzeug bezeichnet. Hierbei handelt es sich jedoch nicht um eine offizielle Bezeichnung, sondern um einen umgangssprachlichen Begriff. Nähere Informationen hierzu liefert der Artikel Notfallkrankenwagen.

## Geschichte

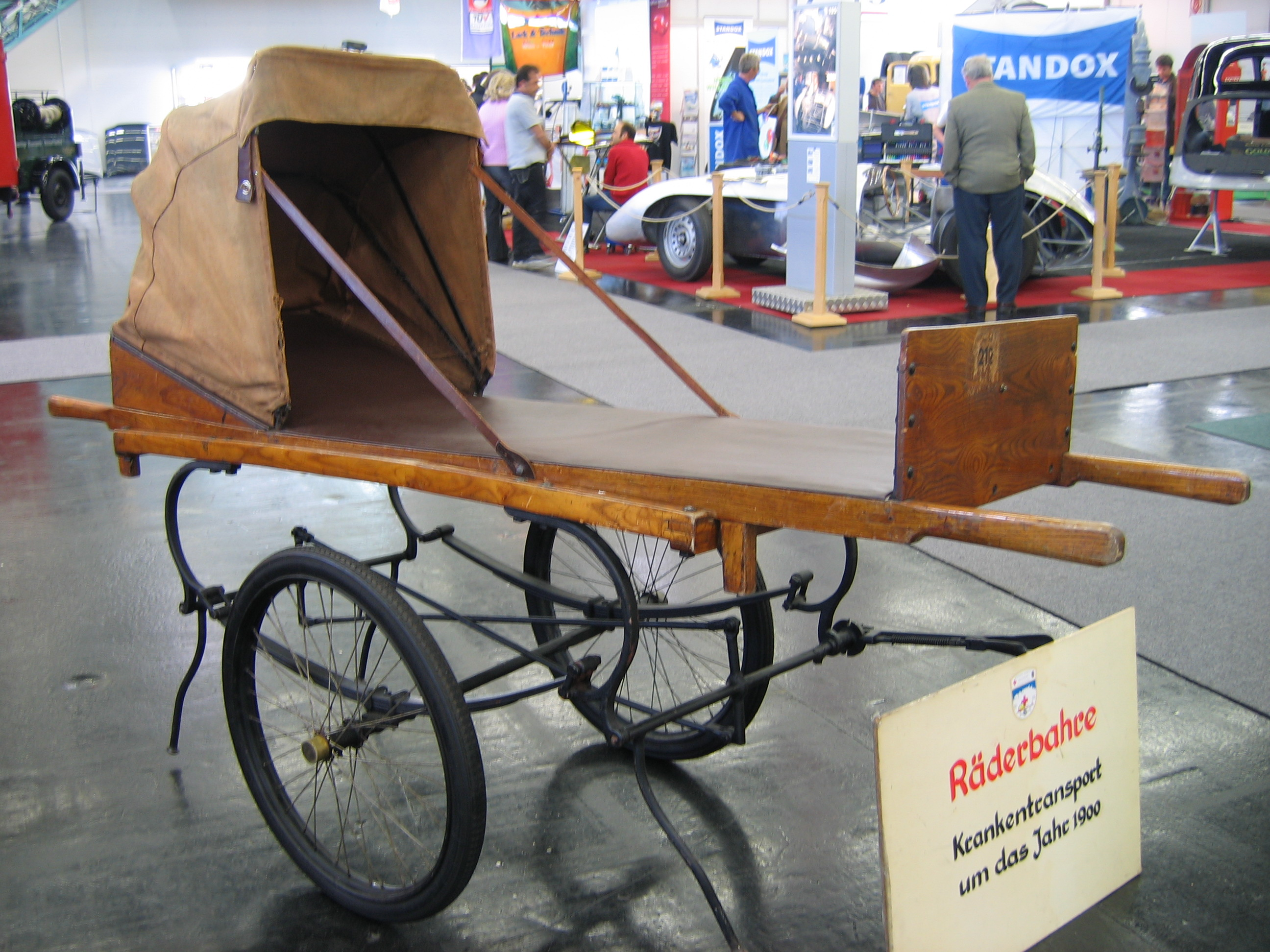
Räderbahre aus dem Jahre 1900

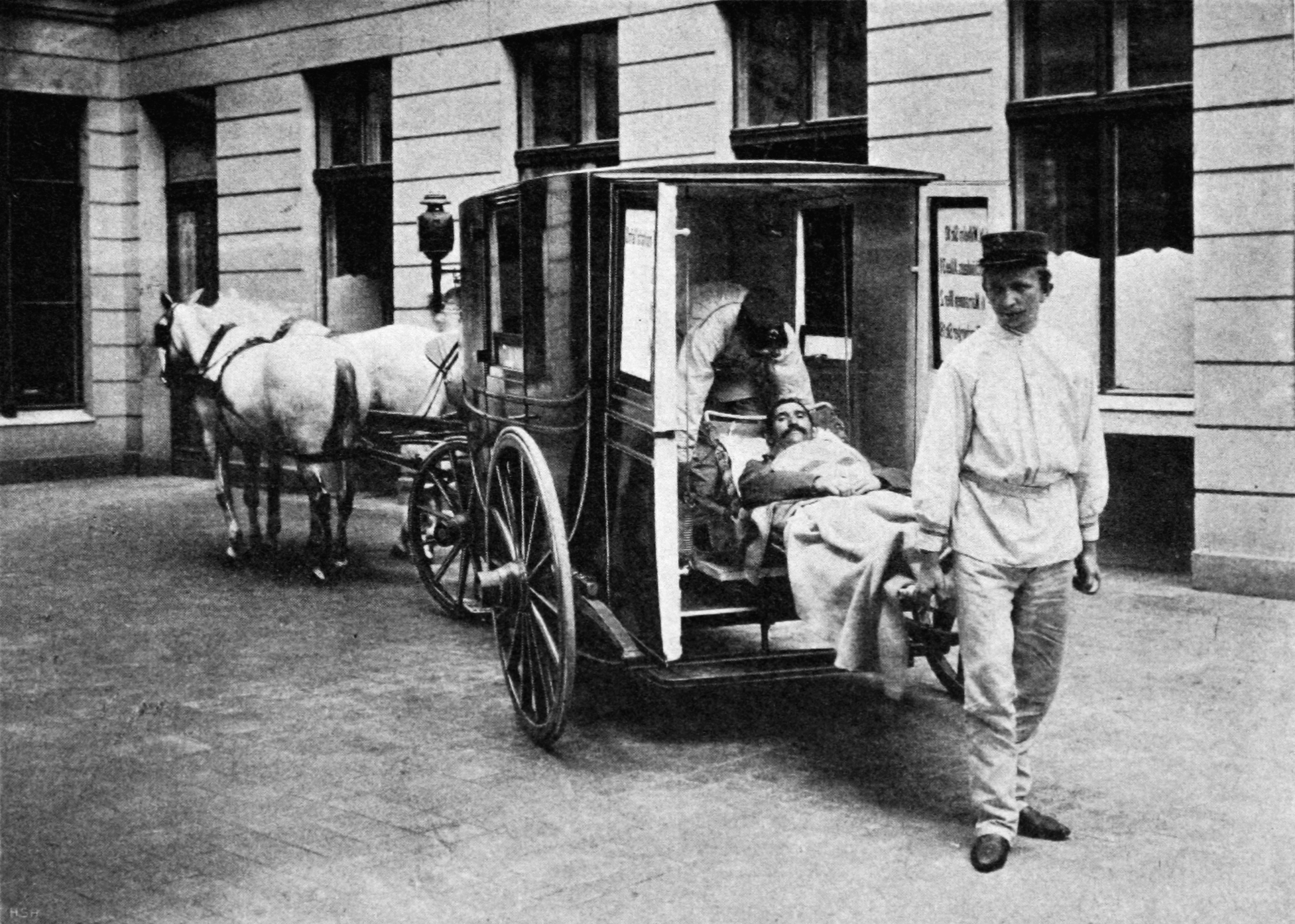
Ambulanzwagen um 1900

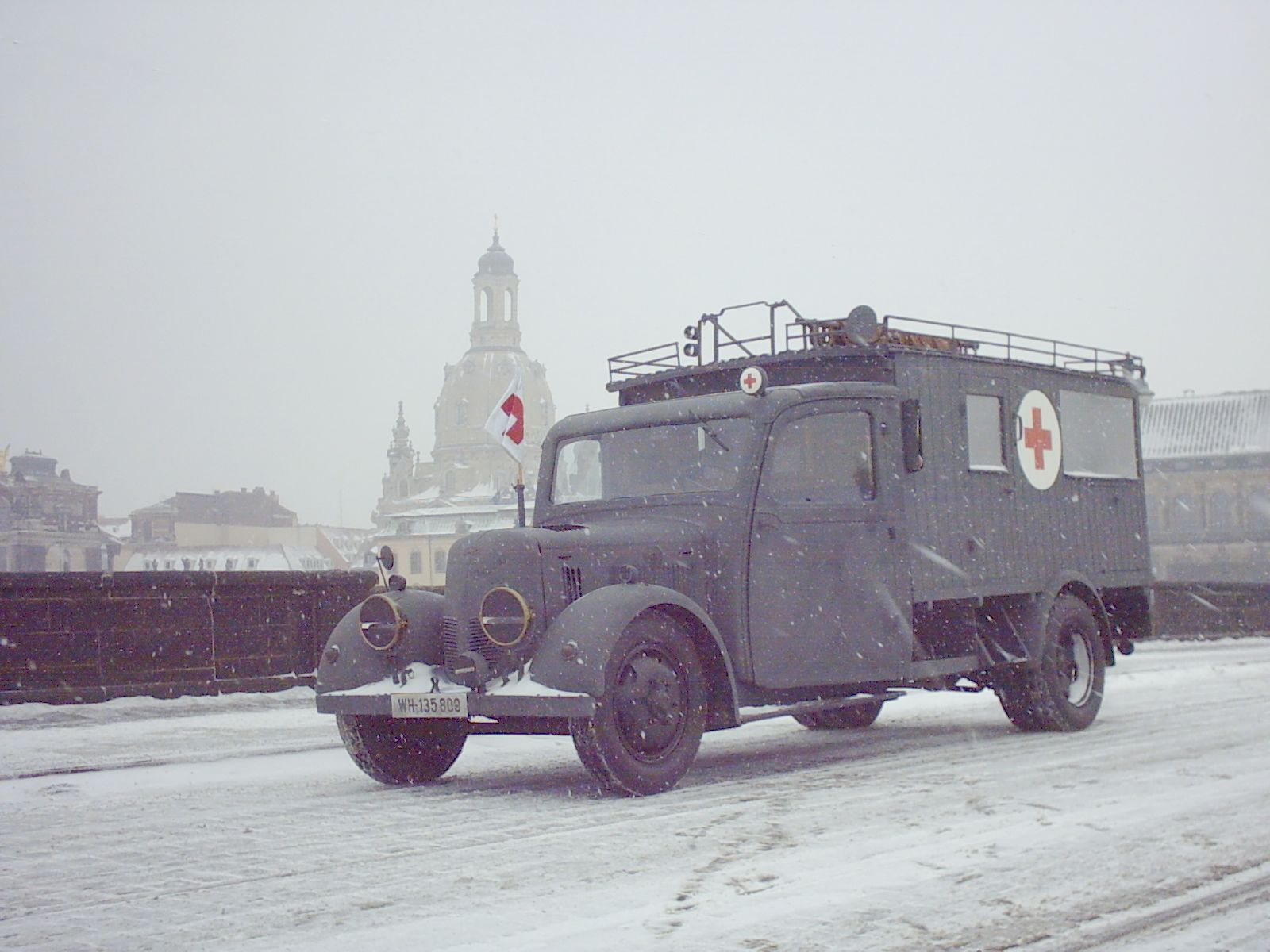
Phänomen Granit 30 als Sanitätskraftwagen der Wehrmacht

Der Rettungswagen in seiner heutigen Form ist eine Fahrzeugart, deren Ursprünge in der späten zweiten Hälfte des 19. Jahrhunderts zu finden sind. Nach der Gründung ziviler Samaritervereine, die auf Anregung von Friedrich von Esmarch ab 1882 entstanden, von Sanitätskolonnen des Roten Kreuzes und anderer karitativer Vereine sowie der Übernahme von Krankenbeförderungen durch Feuerwehren kam es vermehrt dazu, dass Rädertragen, Kutschen und andere Gefährte planmäßig zum eiligen Transport verletzter oder schwer erkrankter Personen in Hospitäler oder zum Arzt genutzt wurden. Ende des 19. Jahrhunderts waren in allen deutschen Großstädten planmäßige Krankenbeförderungsdienste eingerichtet. Maßgebliche Aufgabe war dabei der Transport, nicht jedoch die heute selbstverständliche medizinische Hilfeleistung vor Ort zur Stabilisierung des Zustands vor dem Transport. Bereits aber auf dem 1. Internationalen Kongress für Rettungswesen 1908 in Frankfurt am Main formulierte der Leipziger Arzt Paul Streffer die Forderung nach einer allgemeinen ärztlichen Begleitung bei Krankentransporten und des Einsatzes von Rettungsärzten zur medizinischen Erstversorgung vor Ort und während des Transportes.
Die weitreichende Etablierung motorisierter Kraftfahrzeuge vor allem nach Ende des Ersten Weltkrieges führte einerseits zur Indienststellung vieler motorisierter „Krankenkraftwagen“ in den Städten und schließlich auch auf dem flachen Land, andererseits auch zu den ersten schweren Verkehrsunfällen. An der Maxime des schnellen Patiententransports zum (Unfall-)Arzt änderte sich bis weit in die 1960er Jahre nichts.
1938 vertrat der Heidelberger Chirurgie-Professor Martin Kirschner in seinem Aufsatz „Die fahrbare chirurgische Klinik“ die Auffassung, dass durch präklinische ärztliche Behandlung mehr Patienten gerettet werden könnten.
Dieses Prinzip wurde ab 1954 von Kirschners Nachfolger auf dem Heidelberger Lehrstuhl, Karl Heinrich Bauer, wieder aufgegriffen, als er 1957 sein „Klinomobil“ in einem Heidelberger Modellversuch auf die Straße brachte. Es wird dabei vermutet, dass die zu dieser Zeit steigende Zahl der Personen, die im Straßenverkehr tödlich verunglückten, eine Rolle gespielt haben könnte.
Dieses schwerfällige Omnibusgefährt war allerdings für eine großstädtische Unfallversorgung auf Dauer zu kostspielig. Ein zeitgleich von dem Kölner Chirurgen Engelbert Friedhoff entwickeltes Modell, der „Notfallarztwagen“, konnte sich dagegen besser durchsetzen. Da gesetzliche Regelungen fehlten, blieb der Rettungsdienst aber noch bis in die 1970er Jahre von reiner Transporttätigkeit geprägt.
Entsprechend blieb es auch in dem nicht ärztlich unterstützten üblichen Krankentransportwesen bei der „Rückspiegelrettung“: Diese umgangssprachliche Bezeichnung bedeutet die Beobachtung des Zustands des Patienten im hinteren Fahrzeugteil mittels des Rückspiegels durch den Fahrer des Krankenwagens – weil niemand sonst zur Besatzung zählte. Eine eventuell für den Fahrer sichtbare Verschlechterung des Zustandes führte denn auch nicht zu einer sofortigen Behandlung, sondern vielmehr zu einer Erhöhung der Fahrgeschwindigkeit, um die Klinik schnell zu erreichen.
Die modernen Vordenker des heutigen präklinischen Rettungswesens kamen aus den Hilfsorganisationen, Kliniken und auch sich bildenden Organisationen wie etwa der Björn-Steiger-Stiftung. Bei dem Versuch, eine bessere Ausrüstung der Krankenkraftfahrzeuge zu erreichen, stießen sie zunächst vielerorts auf taube Ohren.

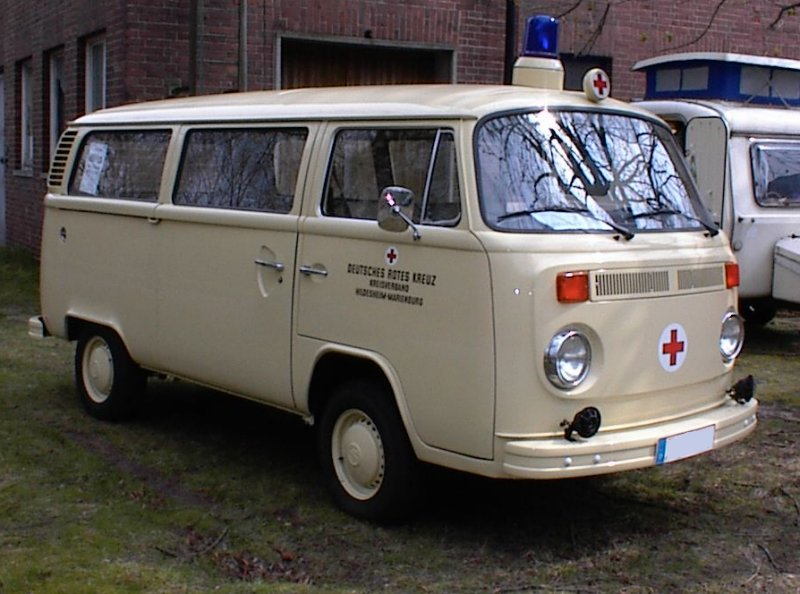
VW Typ 2B Krankenwagen

Die ersten Innovationen, darunter die Einführung von Fahrzeugfunk, einer Zwei-Mann-Besatzung mit Sanitäter-Ausbildung, die Möglichkeit der Heranziehung eines Notarztes zur Einsatzstelle und die Maxime der Erstversorgung zur Herstellung einer sicheren Transportfähigkeit fielen zumeist in die 1970er Jahre.
Die einsetzende rapide Entwicklung der Notfallmedizin beschleunigte die großen Erfolge in der Verringerung der Patientenletalität vor allem bis zum Eintreffen im Krankenhaus. In diesem Zuge wurden dann auch die Standards der Ausrüstung entwickelt, mit denen unter Berücksichtigung des begrenzten Platzangebots im Fahrzeug bestmögliche Erstversorgungen durchführbar waren. Insbesondere die Möglichkeit der Mitführung und Applikation von Medikamenten, die Ausstattung mit EKG und externen Defibrillatoren, die Möglichkeit der differenzierten und hygienischen Beatmung durch Beatmungsgeräte sowie die Ausrichtung der Fahrzeuge auf möglichst schonenden Patiententransport sind als Meilensteine in der Entwicklung heutiger Rettungswagen-Standards zu nennen.
An der Entwicklung der technischen Auslegung und Ausstattung dieser Fahrzeugart zum Transport von Notfallpatienten lässt sich so erkennen, welche bedeutsamen Entwicklungen der Notfallmedizin zu grundlegenden taktischen Änderungen im präklinischen Rettungsdienst geführt haben.
Im Jahre 2006 wurden in Deutschland allein für gesetzlich krankenversicherte Patienten 8.656.294 Rettungs- bzw. Krankentransportfahrten unternommen. Davon entfällt ein Großteil der Transporte in Deutschland auf Krankentransportwagen (4.333.093 Fälle), Rettungswagen (2.689.601 Fälle) und Notarztwagen (1.570.190 Fälle).

## Aufgaben
Aufgaben des Rettungswagens sind:

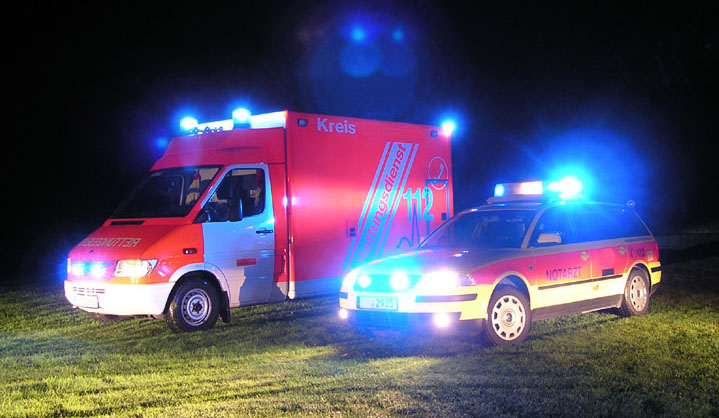
RTW und NEF

- Notfallversorgung eines Verletzten/Erkrankten
- Heranführen von medizinischem Material und Personal zum Wiederherstellen oder Aufrechterhalten der Vitalfunktionen
- Intensivtransporte in Begleitung eines in der Intensivmedizin erfahrenen Arztes (wenn kein Intensivtransportwagen zur Verfügung steht)

Der Rettungswagen kommt bei allen Notfällen zum Einsatz, um Rettungsfachpersonal vor Ort zu bringen, das mit der Ausstattung aus dem Fahrzeug und seinen Fachkenntnissen schwere gesundheitliche Schäden abwenden oder lebensnotwendige Funktionen wiederherstellen bzw. aufrechterhalten soll. Dabei ist die Ausrichtung auf Kinder ebenso wichtig wie auf Erwachsene.
Für Rückholdienste kommt er zum Einsatz, wenn der Transport die Ausstattung eines RTW erfordert; üblicherweise wird diese Art von Transporten durch KTWs abgedeckt.

## Besatzung

### Deutschland
Die personelle Besetzung der Rettungswagen ist im Landesrettungsdienstgesetz des jeweiligen Bundeslandes festgelegt. Sie besteht immer aus mindestens zwei Personen, davon als medizinisch Verantwortlichem (Transportführer) in jedem Bundesland einem Notfallsanitäter oder in der Übergangszeit noch Rettungsassistenten, in Zukunft dann ausschließlich Notfallsanitäter und als zweite Person/Fahrer in den meisten Bundesländern einem Rettungssanitäter, in Niedersachsen sind auch noch Rettungshelfer als zweite Person zulässig.
Häufig befindet sich noch zusätzlich ein Auszubildender zum Notfallsanitäter oder zum Rettungssanitäter als drittes Besatzungsmitglied auf dem Fahrzeug.

## Kosten
Die Kosten für einen Transport mit dem RTW in Deutschland variieren von Ort zu Ort. In der Regel werden dafür durch die zuständige Behörde einheitliche Gebühren festgesetzt, in der Regel durch kommunale Krankentransportgebührensatzung im Rahmen des Ortsrechtes.
So werden in der Stadt Ahlen nach der entsprechenden Satzung folgende Gebühren festgesetzt:
- Rettungswagen (RTW) 1.022.- €

### Österreich
Ein Rettungswagen in Österreich muss mit mindestens zwei Rettungssanitätern besetzt werden, wobei immer häufiger zumindest ein Besatzungsmitglied die erweiterte Ausbildung zum Notfallsanitäter abgeschlossen hat. In einigen Bundesländern wie Wien oder Vorarlberg ist die Ausbildung zum Notfallsanitäter mit Notfallkompetenz Arzneimittel (NKA) oder Venenzugang (NKV) Kriterium für berufliche Mitarbeiter.

### Schweiz
In der Schweiz besteht die Besatzung aus mindestens einem diplomierten Rettungssanitäter sowie einem weiteren Mitarbeiter mit einer Rettungsdienst-Zusatzausbildung.

## Technik
Rettungswagen nehmen in Deutschland, wenn es der Zustand des Patienten verlangt, für ihre Einsätze häufig Sonderrechte und Wegerechte nach §§ 35 und 38 Straßenverkehrsordnung in Anspruch und sind entsprechend mit Sondersignalanlagen (blaue Rundumkennleuchte und Folgetonhorn) ausgestattet.
Aufgrund des hohen Stromverbrauchs der Sondersignalanlage und der eventuell vorhandenen Klimaanlage sowie der mitgeführten Medizintechnik verfügen viele Rettungswagen über eine Motorweiterlaufschaltung.

### Verwendete Fahrzeugtypen
Weit verbreitet sind im Rettungsdienst Fahrzeuge mit geräumigen Kofferaufbauten aus Alu-Sandwich-Platten, Sperrholz-Aufbau, Aluminium-Skelettbauweise oder glasfaserverstärktem Kunststoff (GFK). Das Fahrgestell bieten Lieferwagen mit einem zulässigen Gesamtgewicht zwischen 3,5 t und 7,49 t. Überwiegend werden der Mercedes-Benz Sprinter, je nach Region auch als Allrad, das fast baugleiche VW-Modell VW Crafter, der MAN TGE, der Iveco Daily, der Ford Transit, der Fiat Ducato und Opel-, Renault- oder Nissan-Fahrgestelle mit Kofferaufbau verwendet. Dieser Kofferaufbau wird meist von einem Anbieter für Sonderfahrzeuge hergestellt, der das Fahrzeug ausbaut und mit der gewünschten Ausstattung versieht. In der Regel wird darauf hingearbeitet, den Kofferaufbau mit seinem medizinischen Ausbau nach Verschleiß des Grundfahrzeugs auf ein neues geeignetes Fahrgestell umsetzen zu können, um so die Investitionskosten gering zu halten. Für übergewichtige Patienten werden an größeren Standorten spezielle Schwerlast-Rettungswagen (S-RTW) vorgehalten, die von der Ausstattung und den Platzverhältnissen an die besonderen Anforderungen angepasst sind und oftmals eine geeignete Ladebordwand am Heck besitzen. Für Patienten mit (besonders) ansteckenden Krankheiten gibt es teilweise Infekt-Rettungswagen. Zum Transport mehrerer Patienten existiert der Typ eines Großraumrettungswagen (GRTW).

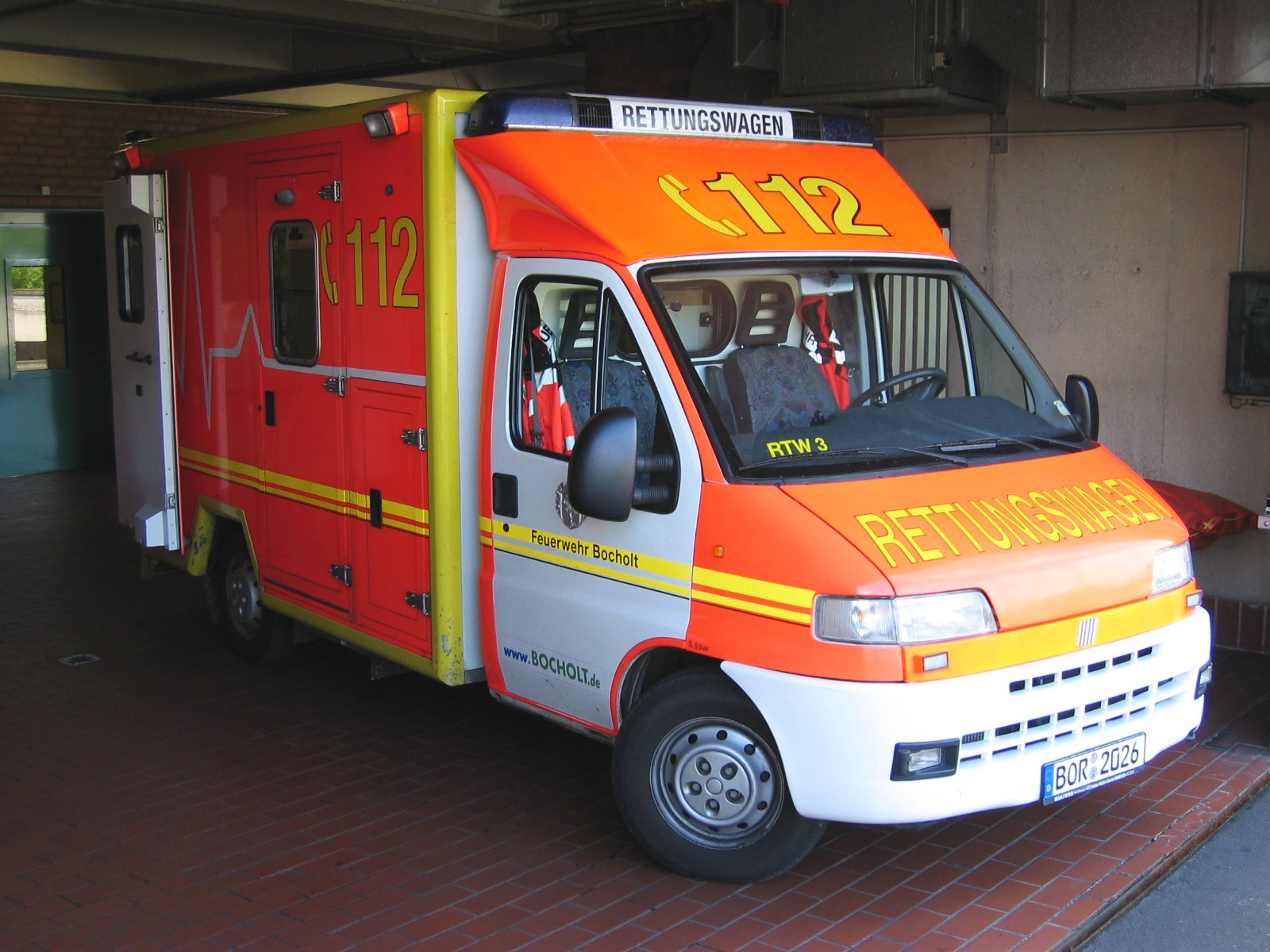
Fiat Ducato (Kofferaufbau)
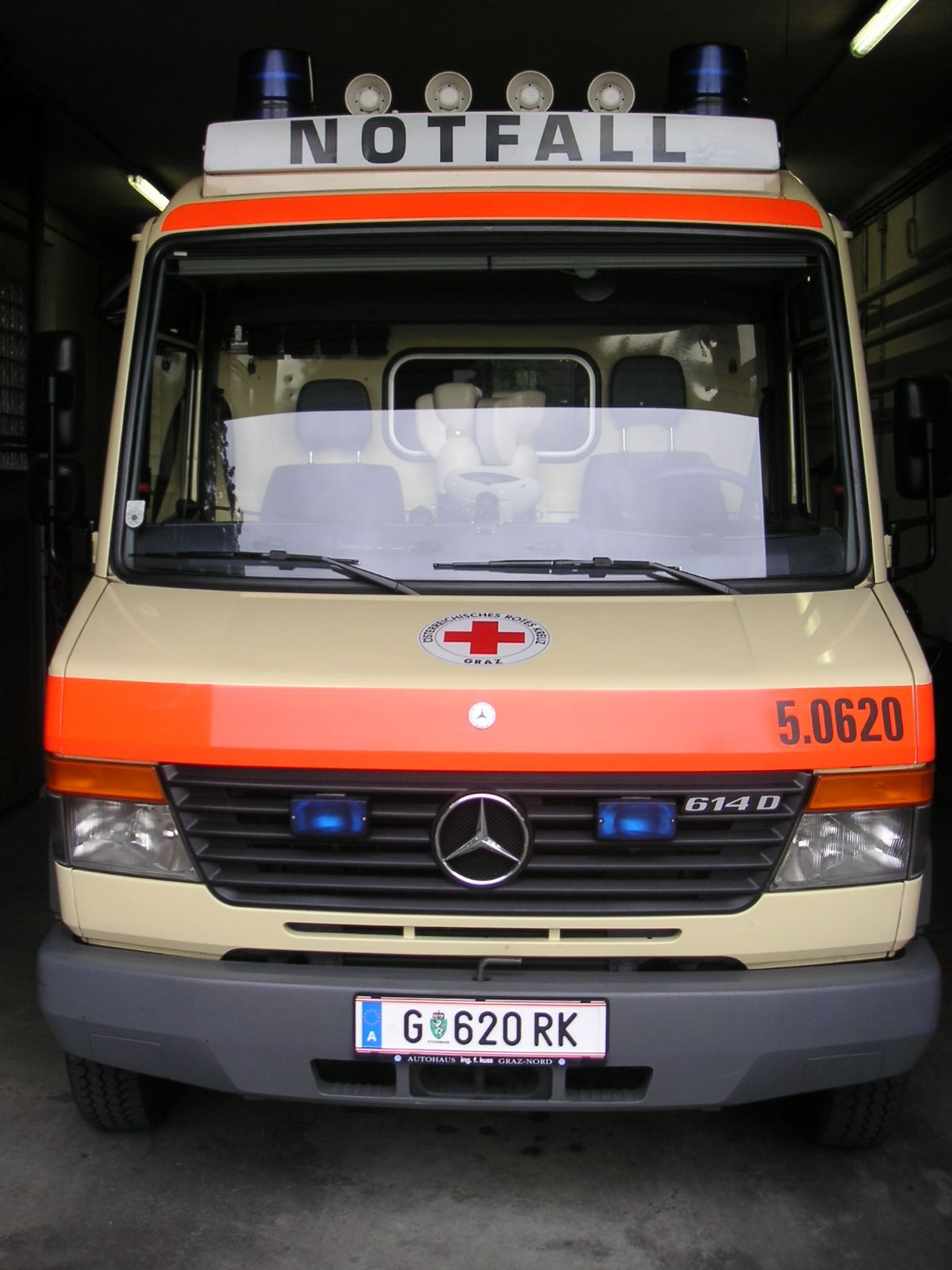
MB Vario (Kastenaufbau)
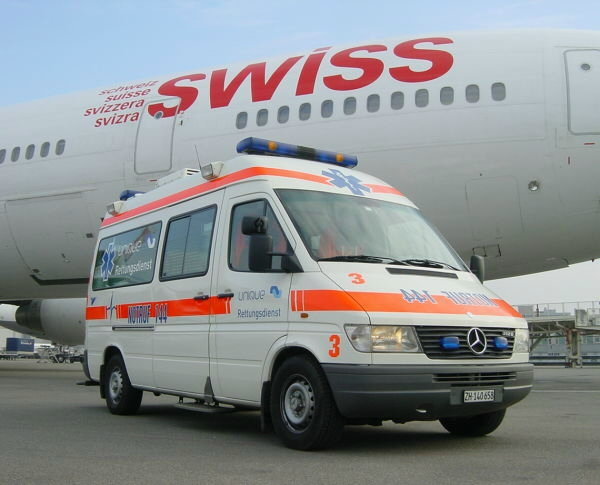
MB Sprinter (Kastenaufbau)
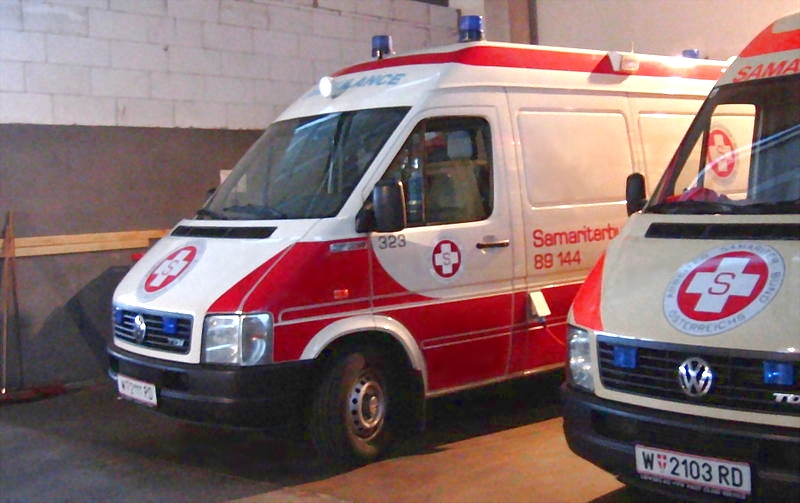
VW LT (Kastenaufbau)
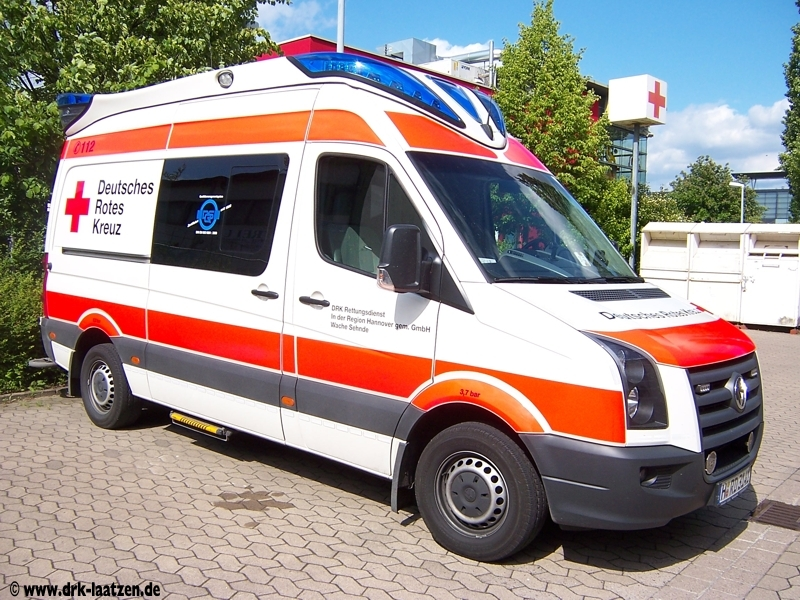
VW Crafter (Kastenaufbau)
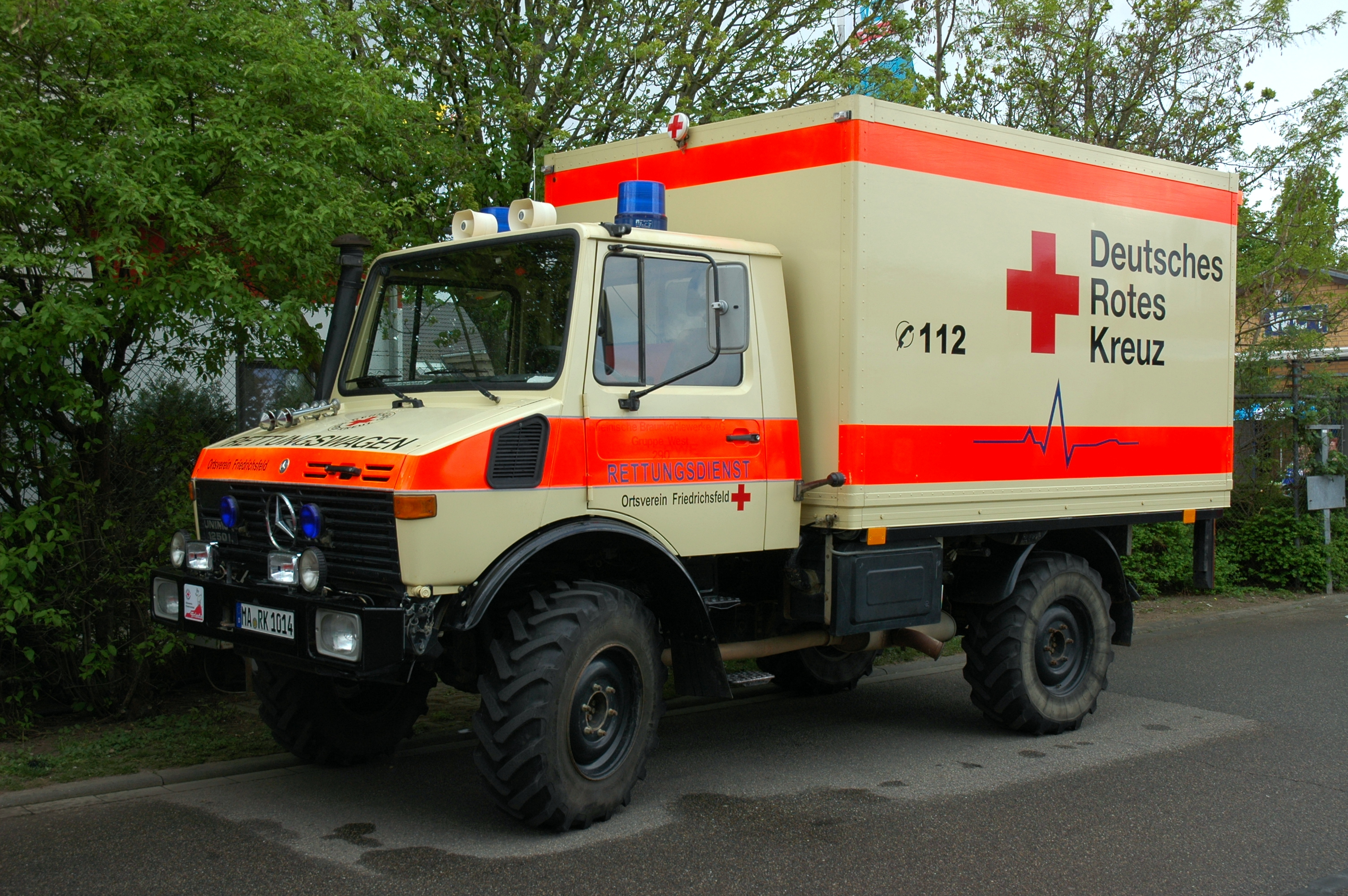
Unimog U 1250 (Sonderfahrzeug für anspruchsvolles Gelände)

### Farbgebung
Als Grundfarben für Rettungsdienst-Fahrzeuge weit verbreitet sind Weiß, Rot und Schwefel- bzw. Eurogelb (RAL 1016). Das früher gebräuchliche Elfenbein (RAL 1014) wird heute so gut wie nicht mehr verwendet.
Für die rote Farbe werden dabei verschiedene Farbtöne verwendet, Feuerrot (RAL 3000) oder Tagesleuchtrot (RAL 3024). Die Fahrzeuge werden durch eine entsprechende Aufschrift zumeist eindeutig als dem Rettungsdienst zugehörig gekennzeichnet, etwa Rettungsdienst oder Rettungswagen, bei von der Feuerwehr besetzten Fahrzeugen auch Feuerwehr. Nicht selten wird die Grundfarbe durch umlaufende andersfarbige Streifen oder andersfarbige Folien-Beklebung ergänzt. Reflexmaterial oder auch Konturmarkierungen ergänzen die aktive Sicherheit. Manche Fahrzeuge sind mit einer stilisierten EKG-Linie „verziert“.
Das Heck des Rettungswagens wird immer öfter großflächig mit diagonalen rot/gelben Streifen versehen.
In Deutschland ist es mit Ausnahme der Bundesländer Rheinland-Pfalz, Schleswig-Holstein, Saarland, Bremen und Bayern bisher nicht gelungen, die RTW einheitlich zu gestalten. Eine europaweit einheitliche Grundfarbe wie Schwefel- oder Eurogelb wird immer wieder diskutiert.
Es ist üblich, Rettungswagen so zu beschriften (z. B. auf den Türen), dass eine einwandfreie Zuordnung des Fahrzeugs zu seinem Eigner und seiner Besatzung auch unabhängig vom Kfz-Kennzeichen erfolgen kann.

### Spezialfahrzeuge

#### Löschrettungsfahrzeuge

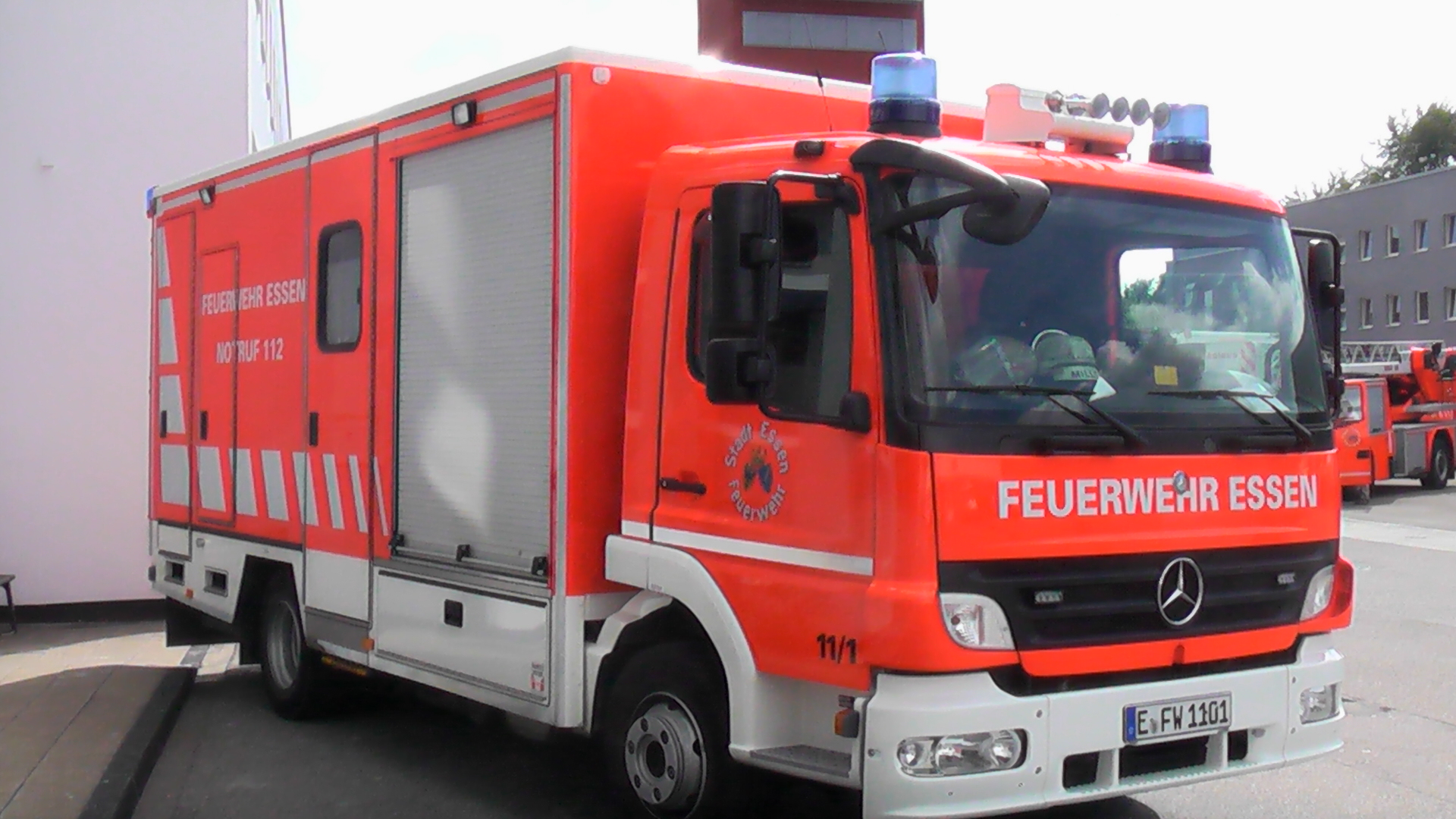
Löschrettungsfahrzeug der Berufsfeuerwehr Essen

In Essen wurde für die örtliche Berufsfeuerwehr ein Fahrzeugkonzept entwickelt, in dem RTW mit einem Vorausrüstwagen (VRW) sowie einem Kleinlöschfahrzeug (KLF) kombiniert werden. Diese Sonderfahrzeuge wurden als Löschrettungsfahrzeuge (LRF) bezeichnet und von drei Feuerwehrleuten, davon einer Notfallsanitäter oder Rettungsassistent und einer Rettungssanitäter, besetzt. Neben der Normausstattung eines RTW verfügten sie über einen hydraulischen Rettungssatz, eine Tragkraftspritze, einen 400 Liter umfassenden Wassertank, einen Schaummitteltank sowie entsprechendes Zubehör zur Nutzung vorgenannter Einrichtung, zum Beispiel Rollschläuche, ein Standrohr und weiteres.
Entwickelt wurde das Konzept, um bei Verkehrsunfällen mit eingeschlossenen oder eingeklemmten Personen und entstehenden PKW-Bränden eine Personenrettung oder Brandbekämpfung durchführen zu können, solange andere Einsatzkräfte noch auf Anfahrt sind. Besonders zielte das Fahrzeugkonzept auf Außenbereiche ab, in denen das Ausrücken von Freiwilligen Feuerwehren nicht berechenbar und die Anfahrt für die Berufsfeuerwehr besonders lang ist. Im Jahr 2023 wurde das Konzept weitestgehend aufgegeben, die verbleibenden Fahrzeuge der Bauart werden nun als technische Reserve für Rettungswagen genutzt.

#### Mobile Stroke Units
Zur Akutversorgung von Patienten mit Schlaganfall oder Verdacht darauf wurde vom Universitätsklinikum des Saarlandes der Spezial-Rettungswagen Mobile Stroke Unit – in Deutschland teilweise auch Stroke-Einsatz-Mobil („STEMO“) genannt – entwickelt und im November 2008 erstmals in Dienst gestellt. Die Fahrzeuge sind u. a. mit einem mobilen CT-Scanner, einer mobilen Labordiagnostik und telemedizinischem Gerät ausgestattet. Die Fahrzeuge haben u. a. auch eine andere Besetzung z. B. mit Fachärztinnen oder Fachärzten für Neurologie mit zusätzlicher Notarztqualifikation mit. Das Einsatzkonzept des Fahrzeugs – schnelle Behandlung des Patienten mit anschließender Verbringung in eine Stroke Unit – wurde in den Folgejahren weltweit übernommen.

## Medizinische Ausstattung

### Deutschland

EKG mit Defibrillator
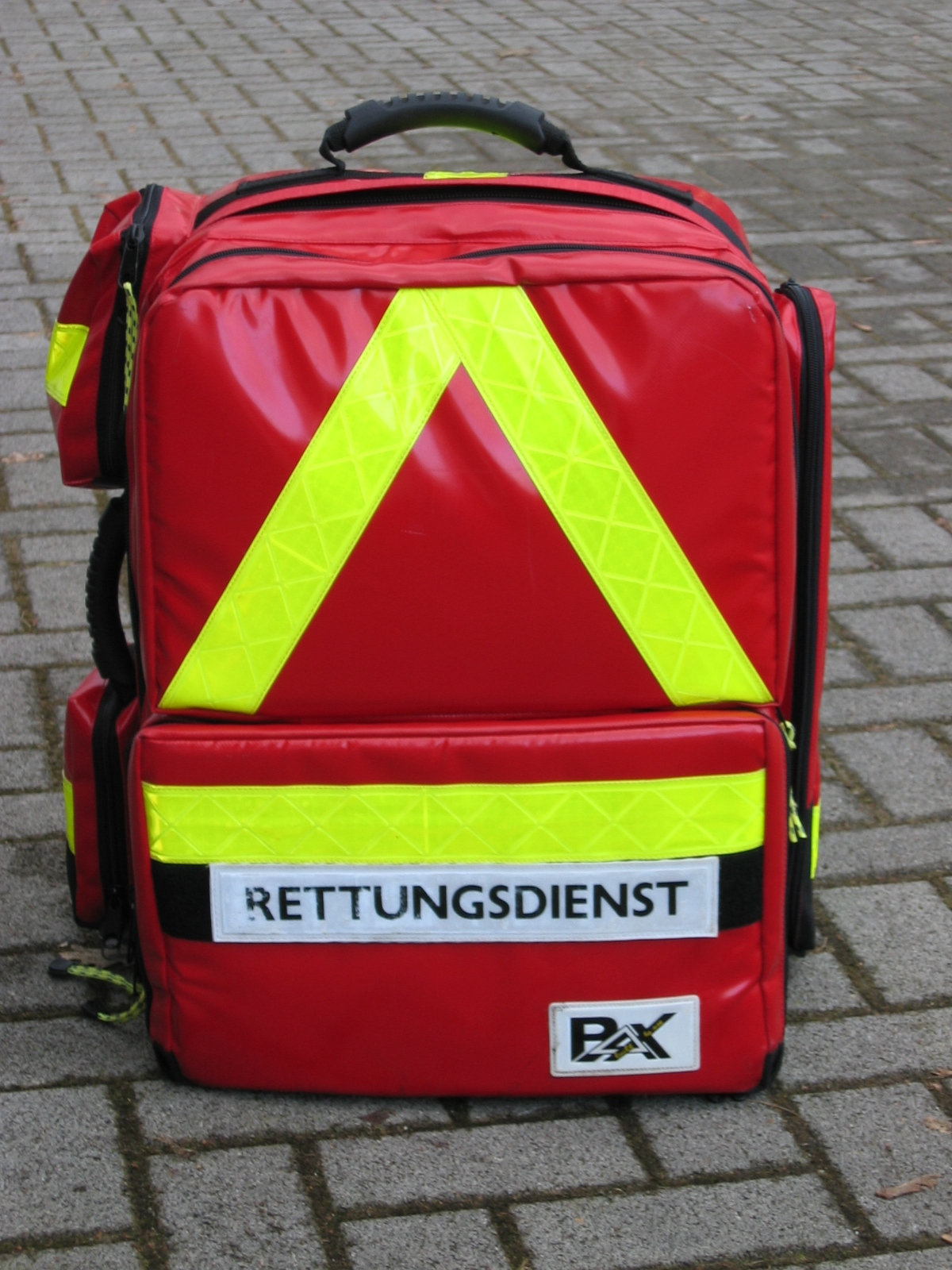
Notfallrucksack
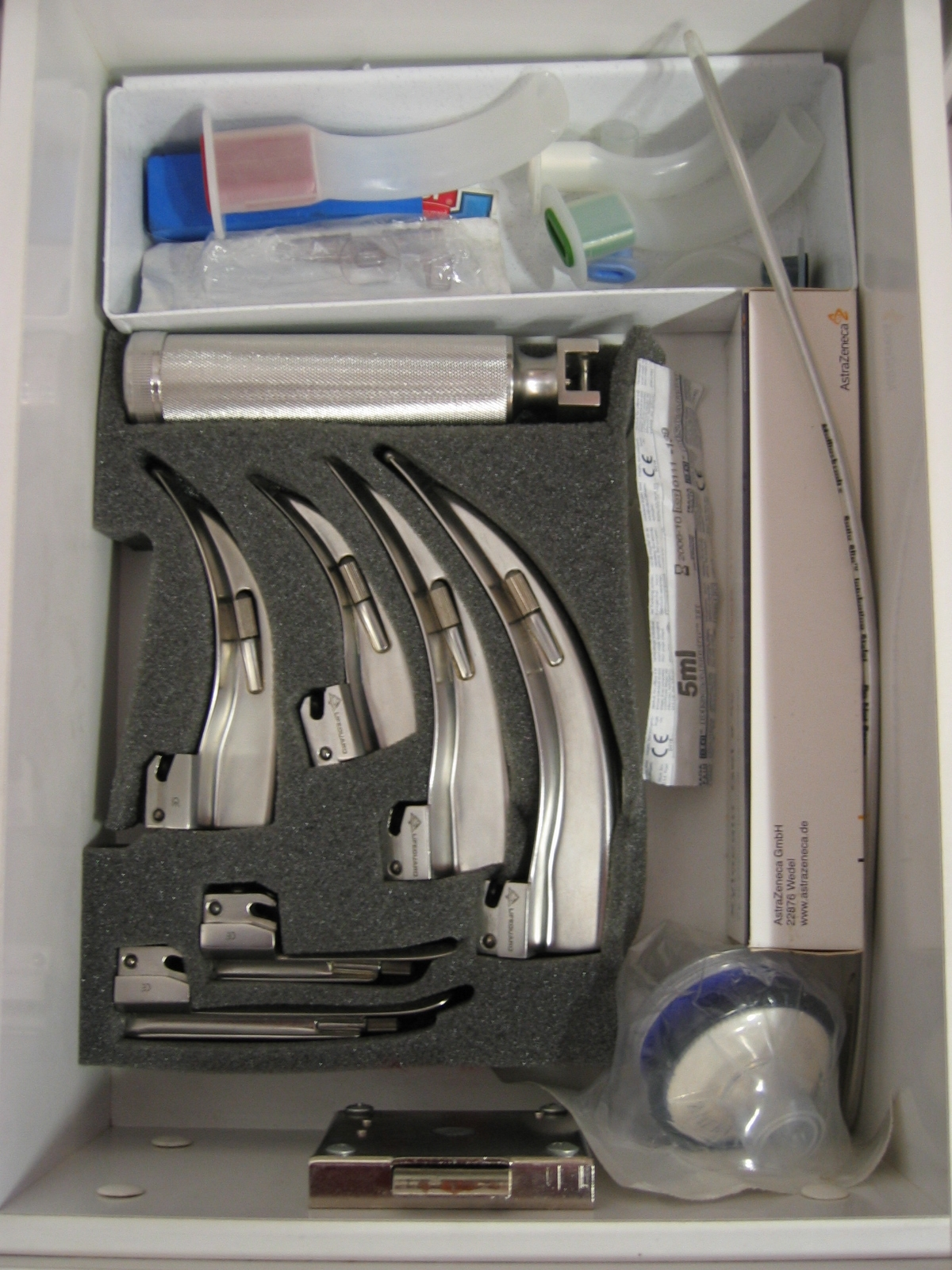
Intubationsbesteck (Intubationslaryngoskop mit Macintosh-Spateln, Guedel-Tubus, Beißkeil und Bakterienfilter)
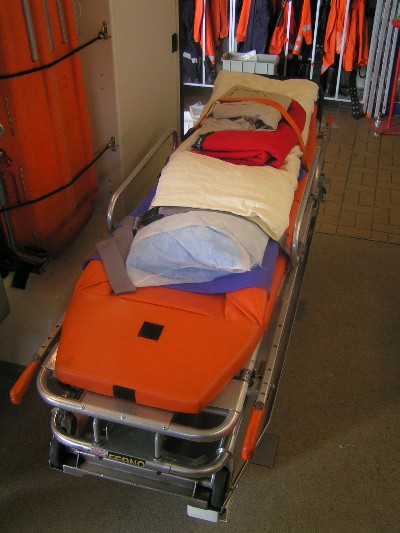
Krankentrage

Der Rettungsdienst in der Bundesrepublik Deutschland obliegt gemäß der föderalen Staatsordnung den Bundesländern. So gibt es in Deutschland 16 verschiedene Rettungsdienstgesetze, -verordnungen, Ausführungsbestimmungen und Musterdienstanweisungen.

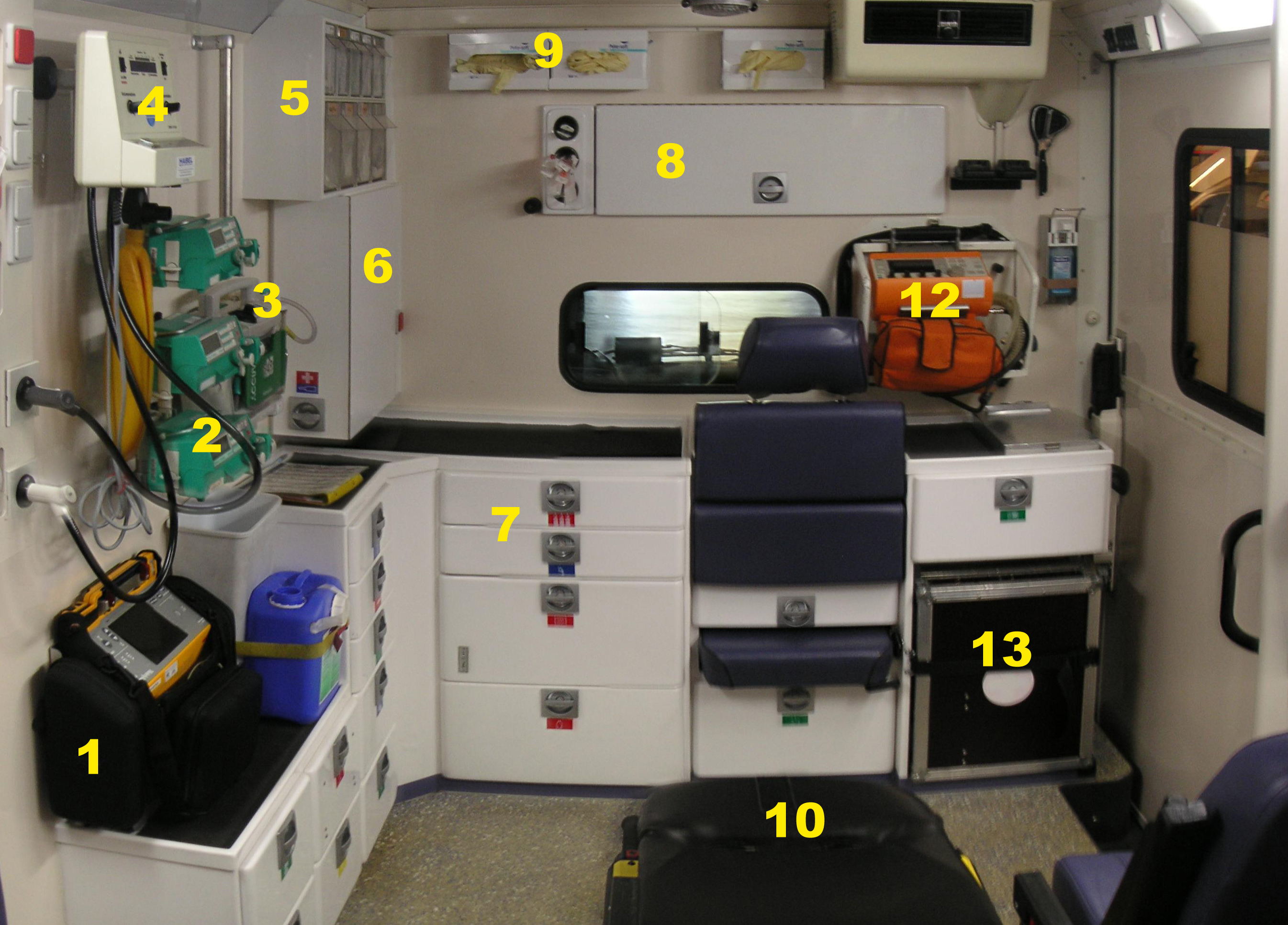
Beispielhafte Innenansicht eines Rettungswagens (Blick zu Fahrerkabine):
1: EKG mit Defibrillator; 2: Spritzenpumpen; 3: Absaugpumpe; 4: spezielles Beatmungsgerät; 5, 6, Medikamentenschrank; 7, 8: Schränke und Schubfächer für weitere Ausstattung (Medikamente, Ge-, Verbrauchsmaterial); 9: Einmalhandschuhe; 10: Krankentrage; 12: Beatmungsgerät; 13: Notfallkoffer

In einem Rettungswagen werden alle Medikamente und Geräte vorgehalten, die zur Aufrechterhaltung der Vitalfunktionen und zum Abwenden schwerer gesundheitlicher Schäden bis zum Erreichen der Klinik notwendig sind. Ebenso werden Schmerzmittel auf einem Rettungswagen vorgehalten.
Zur leichteren Versorgung des Patienten direkt am Notfallort ist ein Teil der medizinischen Ausrüstung transportabel im gesondert genormten Notfallkoffer bzw. -rucksack untergebracht bzw. sind elektronische Medizinprodukte wie das EKG Gerät aus der Halterung, die Zugleich die Ladestation für den Akku ist, herausnehmbar.
Diagnose
Stethoskop, Blutdruckmessgerät, Pupillenleuchte, Reflexhammer, Blutzuckermessgerät bzw. -messstreifen, (digitales) Fieberthermometer, Pulsoximeter, Kapnometer

Kreislauf
Infusionslösungen, Geräte und Material für die Zufuhr sowie zum Aufwärmen von Infusionen, Spritzenpumpe, EKG-Gerät mit Defibrillator- und Herzschrittmacher-Funktion

Atmung
Sauerstoffflaschen, Beatmungsgerät mit Sauerstoffinhalationsfunktion, Intubationsbesteck, Tuben/Güdeltuben, Beatmungsbeutel, Absaugpumpe

Sonstiges
Medikamente, Set für Vergiftungsnotfälle, Verbandmaterial, Set zur Brandwundenversorgung, notfallchirurgisches Besteck, Schienen zur Ruhigstellung der Gliedmaßen, Vakuummatratze oder Spineboard zur Ganzkörper-Immobilisation, Rettungskorsett, HWS-Schienen zur Ruhigstellung der Halswirbelsäule, Material zur Amputatversorgung, Koniotomieset, Schaufeltrage, Trage mit Fahrgestell, Tragstuhl. Außerdem ist nach der Norm DIN EN 1789 ein Multifunktionswerkzeug auf Rettungswagen vorgeschrieben.

### Österreich
Der Rettungsdienst in Österreich obliegt laut Verfassung den Gemeinden, diese können (und taten dies auch) gemäß dem Grundsatz mittelbarer Verwaltung die Kompetenz an die Bundesländer abgeben. Das letzte Bundesland, das diesen Schritt gemacht hat, war Tirol im Jahre 2009. Die Bundesländer haben ihrerseits Verträge mit den einzelnen Anbietern (Rotes Kreuz, Johanniter, Malteser, Arbeiter-Samariter-Bund, MA70 etc.) zur Übernahme des Rettungs- und Krankentransportdienstes geschlossen. Die medizinische und technische Ausstattung der im Rettungsdienst verwendeten Einsatzfahrzeuge wird in mehreren Bundesländern durch den jeweiligen Gesetzgeber vorgegeben. Hierbei werden entweder bereits existierende Normen wie die EN 1789 (zum Beispiel in Salzburg) oder neu geschaffene Mindestausstattungsverordnungen (zum Beispiel in Niederösterreich) herangezogen.

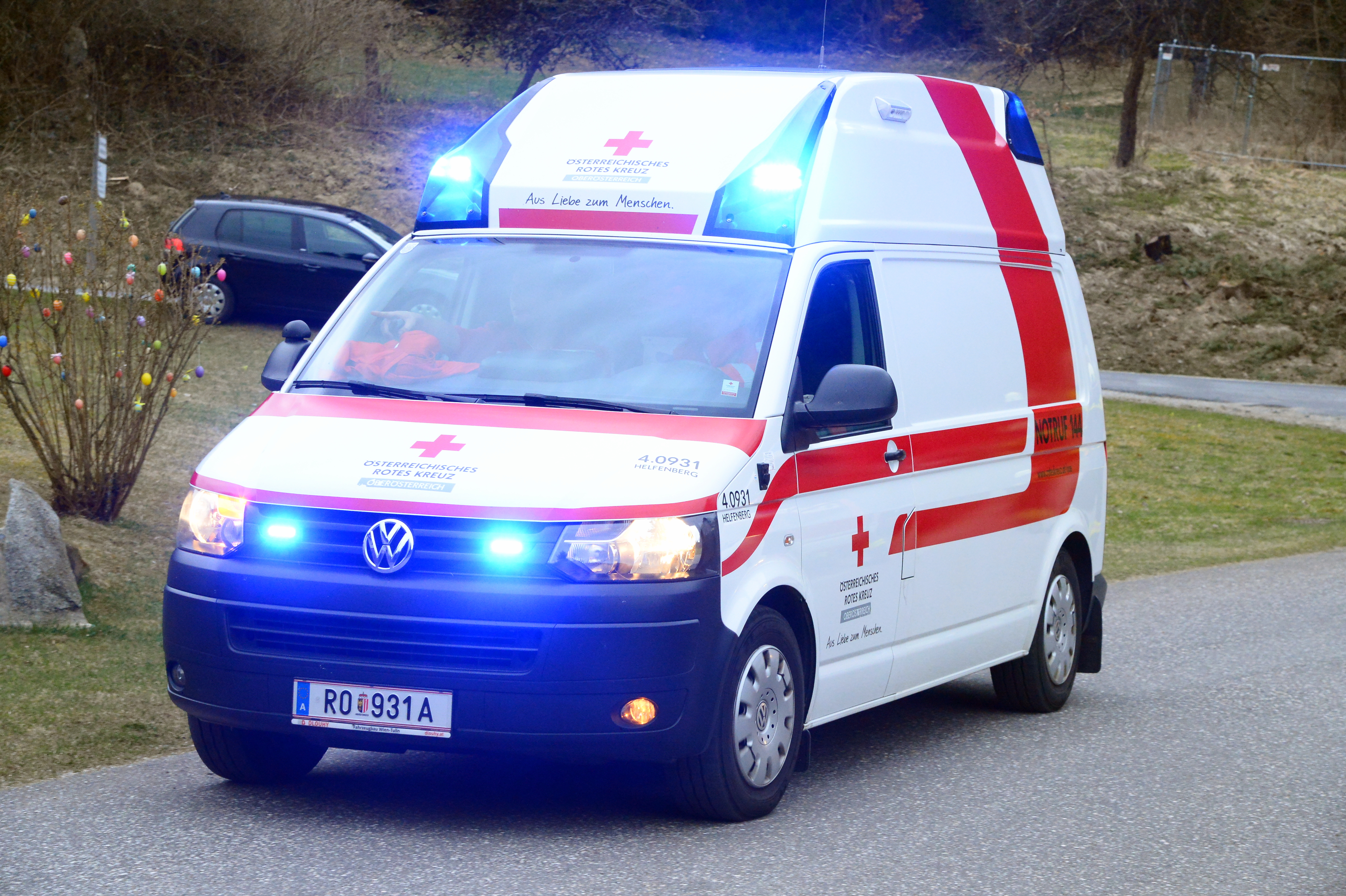
In der Notfallrettung eingesetztes Fahrzeug aus Oberösterreich

Grundsätzlich entsprechen die meisten, nicht arztbesetzten Fahrzeuge der EN 1789 Typ B, während nach der EN 1789 Typ C genormte Fahrzeuge im Regelfall als Notarztwagen genutzt werden. Ausnahmen hierzu bilden zum Beispiel die Fahrzeuge des Medizinercorps der Stadt Graz oder die in der niederösterreichischen Rettungsdienst-Mindestausstattungsverordnung 2017 beschriebenen Einsatzfahrzeuge „RTW-C“, die unter anderem in der Landeshauptstadt St. Pölten zum Einsatz kommen.
| Bezeichnung                                                             | Niederösterreich          | Wien |
| ----------------------------------------------------------------------- | ------------------------- | ---- |
| Fahrtrage                                                               | x                         | x    |
| Schaufeltrage/Spineboard                                                | x                         | x    |
| Vakuum-Matratze                                                         | x                         | x    |
| Tragsessel/Treppenstuhl                                                 | -                         | x    |
| Tragetuch/Tragematratze                                                 | x                         | -    |
| Ausrüstung zur Immobilisierung der Halswirbelsäule                      | x                         | x    |
| Ausrüstung zur Ruhigstellung von Knochenbrücken/der oberen Extremitäten | x                         | x    |
| Stationäre Sauerstoffanlage min. 2000 l                                 | x (bei RTW-C min. 4000 l) | x    |
| Tragbare Sauerstoffanlage min. 400 l                                    | x (bei RTW-C min. 800 l)  | x    |
| Beatmungsbeutel mit Masken für jede Altersstufe                         | x                         | x    |
| Absauggerät                                                             | x                         | x    |
| Ausrüstung zur endotrachealen Intubation                                | (x) (nur bei RTW-C)       | x    |
| Supraglottische Atemwege                                                | x                         | -    |
| Blutdruckmessgerät, Blutzuckermessgerät, Pulsoximeter, Ohrthermometer   | x                         | x    |
| (Halb-) Automatischer Defibrillator                                     | x                         | x    |
| 12-Kanal-EKG                                                            | -                         | x    |
| Perfusor                                                                | -                         | x    |
| Beatmungsgerät                                                          | -                         | x    |
| Ausrüstung zum Legen eines intraossären Zugangs                         | -                         | x    |
| Kapnografie                                                             | (x) (nur bei RTW-C)       | x    |
| Geburtenset                                                             | x                         | x    |

## Normung
Für den EU-Raum gibt es seit 2007 die Vorgabe der EN 1789 Typ C: „Mobile Intensive Care Unit (MICU)“ bzw. deutsch „Rettungsdienstfahrzeuge und deren Ausrüstung – Krankenkraftwagen“ (letzte Änderung 2024-07) mit Vorgaben für die Abmessungen und die Ausstattung, jedoch werden die Fahrzeuge je nach Rettungsdienstbetreiber unterschiedlich ausgestattet, teils zusätzlich zu dem in der Norm angegebenen Umfang.
In Deutschland gilt zudem ergänzend zur DIN EN 1789, Typ C noch die DIN 75076 „Rettungssysteme – Intensivtransportwagen (ITW)“ für den bodengebundenen Intensivtransport mit allgemeinen Anforderungen und Prüfungen.

### Aufteilung
Der Fahrzeuge werden von unterschiedlichen Organisationen betrieben und dienen der Versorgung und dem Transport von Patienten. Sie dürfen auch mit anderen Einrichtungen für den speziellen Gebrauch durch die Feuerwehr ausgerüstet sein.
| Bezeichnung           | Kategorie DIN EN 1789 | Verwendung                                                                                                |
| --------------------- | --------------------- | --- |
| Krankentransportwagen | Typ A1                | Dient zum Transport eines einzelnen Nicht-Notfallpatienten                                                |
| Krankentransportwagen | Typ A2                | Dient zum Transport mehrerer Nicht-Notfallpatienten                                                       |
| Notfallkrankenwagen   | Typ B                 | Dient zur Herstellung und Aufrechterhaltung der Transportfähigkeit und zum Transport von Notfallpatienten |
| Rettungswagen         | Typ C                 | Dient für den Transport, die erweiterte Behandlung und Überwachung von Notfallpatienten                   |